# Gromada Herkulesa
Gromada Herkulesa (znana również jako Messier 13, M13 lub NGC 6205) – gromada kulista w gwiazdozbiorze Herkulesa. Została odkryta w 1714 roku przez Edmonda Halleya. 1 czerwca 1764 roku Charles Messier dodał ją do swego katalogu jako M13.

## Opis
M13 jest gromadą o średnicy około 145 lat świetlnych i znajduje się w odległości 25,1 tysiąca lat świetlnych od Ziemi. Jako obiekt o jasności 5,8 magnitudo, zajmujący na niebie obszar 20 minut kątowych, Gromada Herkulesa jest widoczna nieuzbrojonym okiem tylko w bardzo sprzyjających warunkach. Za pomocą teleskopu o aperturze 100 mm można rozróżnić pojedyncze gwiazdy. Jest największą i najjaśniejszą gromadą kulistą północnej półkuli nieba. W jądrze znajdują się trzy połączone ciemne pasma zwane Śmigłem.
Zawiera kilkaset tysięcy gwiazd, być może nawet około miliona.
W pobliżu, 28 minut kątowych na północny wschód, widoczna jest galaktyka NGC 6207.
W 1974 za pomocą radioteleskopu w Arecibo w kierunku gromady została wysłana zapisana w kodzie binarnym wiadomość zawierająca kilka podstawowych informacji na temat ludzkości i jej wiedzy, tzw. wiadomość Arecibo.

## W fantastyce naukowej
W serii science fiction Perry Rhodan, Gromada Herkulesa jest domem rasy Arkonidów. Na jednej z planet tej gromady rozgrywa się także akcja powieści Bohdana Peteckiego – „Messier 13".

## Galeria

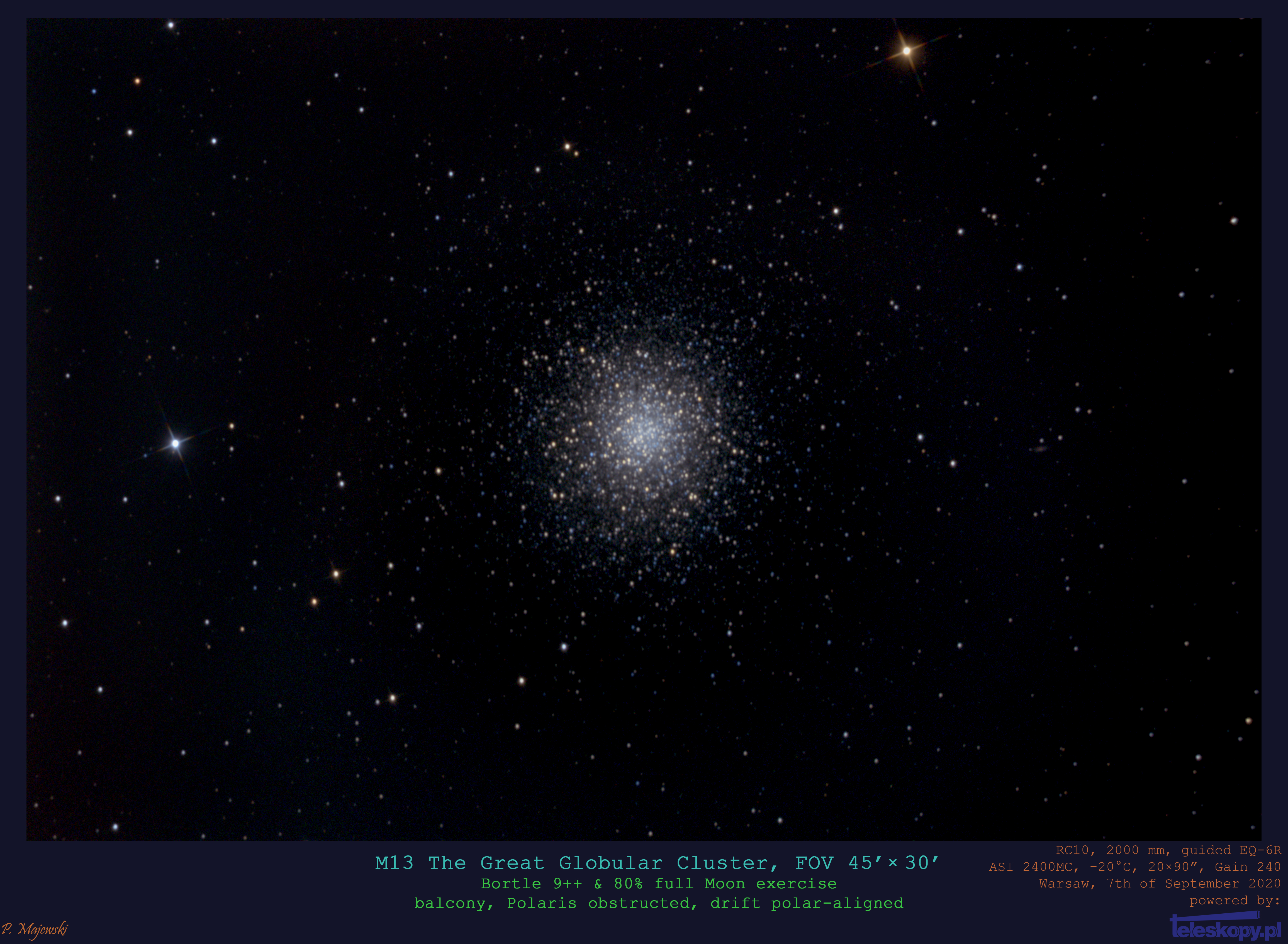
M13 w amatorskim ujęciu, przy 80% pełni Księżyca w centrum Warszawy (Bortle 9) za pomocą 10" teleskopu RC i pełnoklatkową chłodzoną astrokamerą.
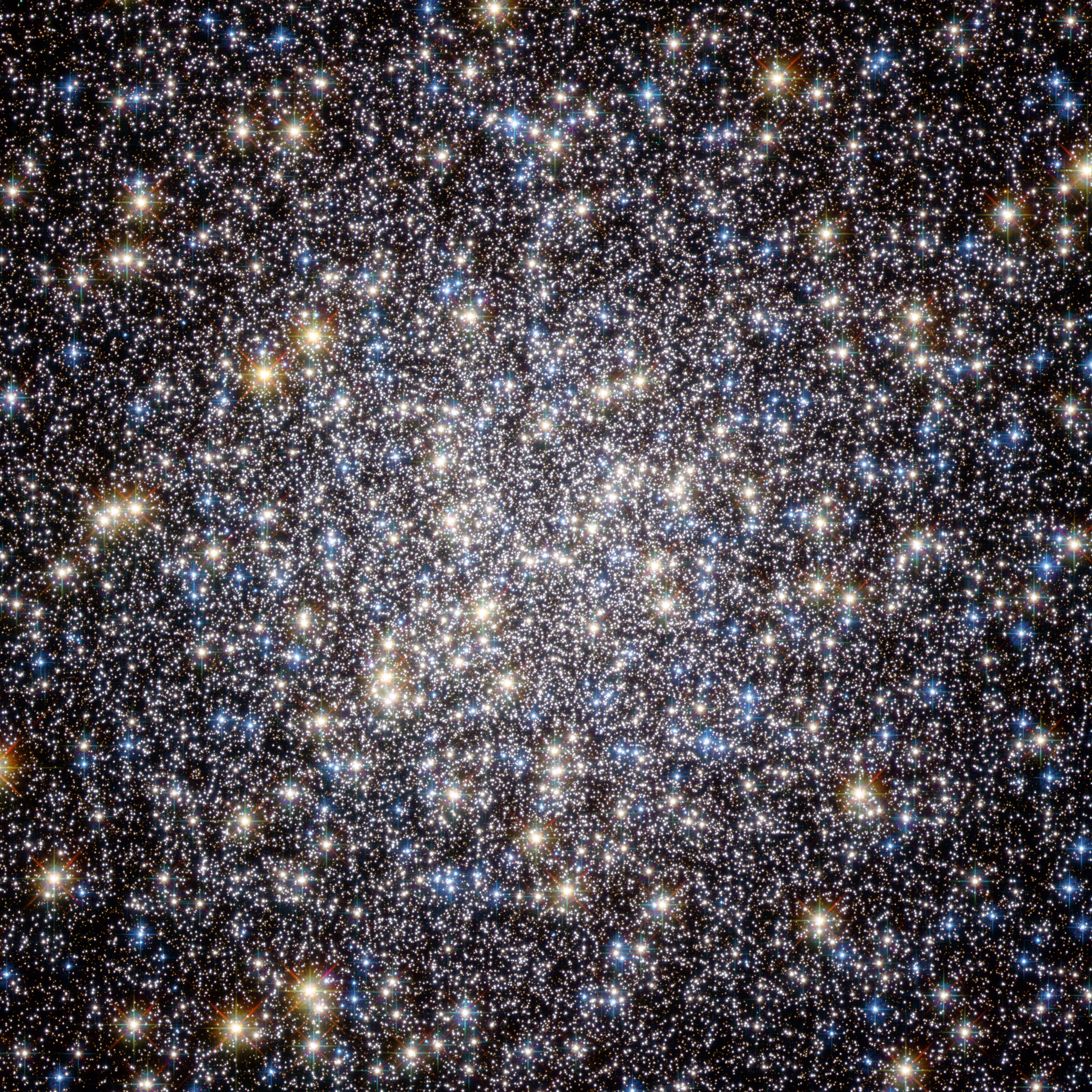
Zbliżenie jądra gromady na zdjęciu Kosmicznego Teleskop Hubble’a.